# Zbigniew Gęsicki

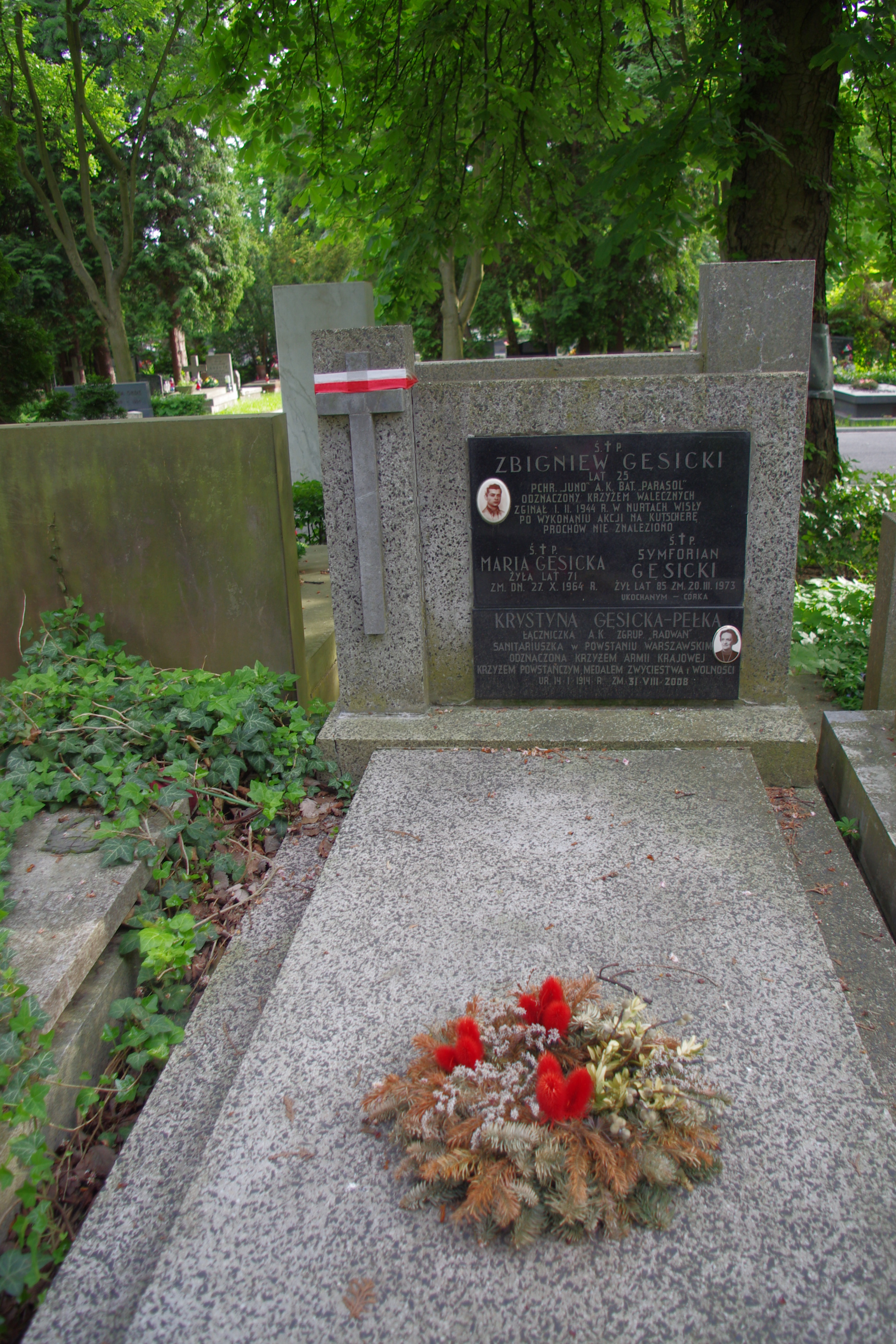
Symboliczny grób Zbigniewa Gęsickiego w grobie rodzinnym na Wojskowych Powązkach w Warszawie

Zbigniew Gęsicki, ps. Juno (ur. 21 listopada 1919 w Dęblinie, zm. 1 lutego 1944 w Warszawie) – żołnierz oddziału dywersji bojowej Agat Armii Krajowej, uczestnik akcji „Kutschera”.

## Życiorys
Urodził się w Dęblinie, gdzie w Twierdzy pracowali jego rodzice. W 1928 rodzina Gęsickich przeniosła się do Piastowa pod Warszawą.
Był bardzo wysportowany, m.in. świetnie pływał. W czasie wakacji 1939 z inicjatywy ojca, który marzył o umieszczeniu syna w szkole morskiej, ukończył 2-tygodniowy kurs żeglarski w Gdyni.
W 1941 wraz ze swoim przyjacielem Bronisławem Hellwigiem „Bruno” ukończył Liceum Telekomunikacyjne i podjął pracę na kolei. Tutaj m.in. dostarczał żywność żydowskiemu koledze ze szkoły, który trafił do warszawskiego getta i jako pracownik przymusowy pracował przy robotach kolejowych.
Od 1942 był członkiem grupy żoliborskiej organizacji samokształceniowej „PET” (chociaż sam mieszkał na Starym Mieście), która w tym samym roku weszła w skład drużyny CR 500 Grup Szturmowych Szarych Szeregów. W sierpniu 1943 starsi członkowie CR 500, wśród nich „Juno”, weszli w skład 1. plutonu oddziału „Agat” (późniejszy „Pegaz”).
1 lutego 1944 wziął udział w zamachu na dowódcę SS i Policji na dystrykt warszawski Generalnego Gubernatorstwa Franza Kutscherę. 
Po umieszczeniu w Szpitalu Przemienienia Pańskiego rannych kolegów, Bronisława Pietraszewicza „Lota” i Mariana Sengera „Cichego”, wraz z Kazimierzem Sottem ps. „Sokół”, wracając przez most Kierbedzia, natknęli się na blokadę niemieckiej żandarmerii. Po nierównej walce obydwaj skoczyli do Wisły, gdzie zostali zastrzeleni. Ich ciał nie odnaleziono.
Za udział w akcji rozkazem nr 267/BP Komendanta Głównego Armii Krajowej z dnia 25 marca 1944 został pośmiertnie odznaczony Krzyżem Walecznych, a 1947 – Krzyżem Grunwaldu III klasy.
Jego grób symboliczny znajduje się na Wojskowych Powązkach w Warszawie (kwatera BII30-7-2).

## Upamiętnienie
- Tablica pamiątkowa umieszczona w latach 50. XX wieku na północnej balustradzie mostu Śląsko-Dąbrowskiego w Warszawie (bliżej strony praskiej)[6].
- W 1990 imieniem Zbigniewa Gęsickiego nazwano ulicę na warszawskim Ursynowie[7].
- Jego nazwisko widnieje na tablicy umieszczonej na kamieniu pamiątkowym znajdującym się w miejscu akcji Kutschera w Alejach Ujazdowskich 23[8].
- Tablica z brązu, odsłonięta 13 lutego 1983, wmurowana w ścianę domu przy ul. Gęsickiego 3 w Piastowie. W tym mieście Zbigniew Gęsicki mieszkał wraz z rodzicami przed II wojną światową[9].
- Jest patronem Szkoły Podstawowej nr 5 w Piastowie[10].